# Markowa (gmina)
Markowa (prononcé : /marˈkɔva/ ; en ukrainien : Маркова, Markova) est une commune rurale de la voïvodie des Basses-Carpates et du powiat de Łańcut, en Pologne. Elle s'étend sur 68,5 km2 et comptait 6 601 habitants en 2012.

## Villages
La gmina contient les villages de Husów, Markowa et Tarnawka.